# Grays River (Washington)
Grays River  est une census-designated place américaine de l'État de Washington dans le comté de Wahkiakum. 
La population était de 263 habitants en 2010.